# Mitsubishi F1M
Mitsubishi F1M (amerykańskie oznaczenie kodowe Pete) – japoński wodnosamolot obserwacyjny z okresu drugiej wojny światowej. Potocznie nazywany był też skróconą nazwą japońską Reikan (od rei-shiki kansokuki - wodnosamolot obserwacyjny typ 1).

## Historia
W 1934 roku dowództwo lotnictwa japońskiej marynarki wojennej ogłosiło wymagania dla wodnosamolotu obserwacyjnego małego zasięgu nowej kategorii F, który miał uzupełnić i częściowo zastąpić wodnosamoloty Nakajima E8N1/2. Dzięki lepszym osiągom, zwrotności i uzbrojeniu, miał w założeniach łączyć funkcje wodnosamolotu obserwacyjnego dla dużych okrętów oraz wodnosamolotu myśliwskiego, do zwalczania wrogich samolotów rozpoznawczych. Dobra prędkość wznoszenia miała także ułatwić jego zastosowanie do korygowania ognia artylerii pancerników. Na podstawie tych wymagań projekty opracowały wytwórnie: Aichi (F1A1), Kawanishi i Mitsubishi. Najlepszym okazał się projekt Mitsubishi, mający oznaczenie fabryczne Ka-17, opracowany przez zespół inż. Eitarō Sano, pod nadzorem inż. Jōjiego Hattoriego.
W czerwcu 1936 roku oblatano prototyp samolotu, który otrzymał skrócone oznaczenie F1M1 i nazwę opisową rei-shiki kansokuki ichi-ichi-gata (wodnosamolot obserwacyjny typ 1 model 11),  w skrócie Reikan. W samolocie zastosowano silnik Nakajima Hikari-1. Wymogi dla osiągów samaolotu nakazały zastosowanie zwartej konstrukcji, z centralnym pływakiem, dobrze opracowanej aerodynamicznie. Próby samolotu prowadzone w Nagoi wykazały szereg usterek. Samolot był niestateczny i łatwo wpadał w korkociąg. Po dokonaniu zmian i zainstalowaniu mocniejszego silnika Mitsubishi Zuisei 13, o mniejszej średnicy, samolot otrzymał oznaczenie F1M2 i został w 1940 roku wprowadzony do produkcji seryjnej.
Wodnosamoloty F1M2 produkowano w wytwórni Mitsubishi Jukogyo K. K, gdzie według najnowszych publikacji zbudowano 342 samoloty, oraz w wytwórni samolotów Arsenału Marynarki w Sasebo, a następnie 21. Arsenału Lotniczego Marynarki w Ōmura koło Sasebo, gdzie zbudowano łącznie 598 samolotów. Produkcję zakończono w 1944 roku; łącznie zbudowano 944 samoloty, w tym 4 prototypy.

## Użycie w lotnictwie
Wodnosamolot F1M2 w grudniu 1940 roku został wprowadzony do jednostek lotnictwa japońskiej marynarki wojennej, gdzie był wykorzystywany jako samolot obserwacyjny, ale również wodnosamolot myśliwski i szturmowy. Startował zarówno z okrętów przy użyciu katapult, jak i z baz przybrzeżnych.
Stosowany był do końca drugiej wojny światowej, do jego głównych zadań należało zwalczanie okrętów podwodnych i eskortowanie konwojów.

## Opis konstrukcji
Wodnosamolot Mitsubishi F1M2 był dwupłatem o konstrukcji całkowicie metalowej. Kabina pilota odkryta, a kabina strzelca-obserwatora częściowo zakryta.
Napęd samolotu stanowił silnik gwiazdowy, czternastocylindrowy, chłodzony powietrzem.
Uzbrojenie samolotu stanowiły trzy karabiny maszynowe: dwa stałe i jeden ruchomy. Samolot też mógł przenosić dwie bomby lotnicze o masie 30 lub 60 kilogramów każda lub (do ataków samobójczych) jedną o masie 250 kilogramów.